# 드라큐라 (1931년 스페인어 영화)
드라큐라(Dracula)는 미국에서 제작된 엔리크 토바 아바로스 감독의 1931년 영화이다. 루피타 토바르 등이 주연으로 출연하였고 칼 리믈 주니어 등이 제작에 참여하였다.
이 영화는 1931년 쿠바에서 첫 개봉하였고 한동안 잊혀졌다가 1960년대와 1970년대의 일부 호러 영화 역사가들에 의해 간략히 언급되었다.

## 출연

### 주연
- 루피타 토바르

### 조연
- 베리 노턴
- 카멘 구에레로
- 마누엘 아르보

## 제작진
- 원작자: 브램 스토커